# Systelloderes iowensis
Systelloderes iowensis är en insektsart som beskrevs av Drake och Harris 1927. Systelloderes iowensis ingår i släktet Systelloderes och familjen Enicocephalidae. Inga underarter finns listade i Catalogue of Life.